# ديفانتي ماكين
ديفانتي ماكين (بالإنجليزية: Devante McKain)‏ هو لاعب كرة قدم بريطاني في مركز الدفاع، ولد في 26 يونيو 1994 في هامرسميث في المملكة المتحدة. لعب مع نادي بروملي ونادي غيلينغهام.

## وصلات خارجية
- ديفانتي ماكين على موقع قاعدة بيانات كرة القدم.إي يو (الإنجليزية)
- ديفانتي ماكين على موقع Soccerbase.com (لاعب) (الإنجليزية)
- ديفانتي ماكين على موقع Soccerway.com (الإنجليزية)